# 聖三位一体の礼拝 (デューラー)
『聖三位一体の礼拝』（せいさんみいったいのれいはい、独: Allerheiligenbild、英: Adoration of the Trinity) 、または『ランダウアー祭壇画』（ランダウアーさいだんが、独: Landauer Altar、英: Landauer Altarpiece）はドイツ・ルネサンス期の巨匠アルブレヒト・デューラーが1509-1511年に板上に油彩で制作した聖「三位一体」を主題とする作品で、画家最後の祭壇画である。1585年に神聖ローマ皇帝ルドルフ2世が購入し、18世紀にウイーンの宗教宝物庫に入った後、1780年にウイーンのギャラリーに収蔵された。現在、作品は美術史美術館に収蔵されている。

## 概要

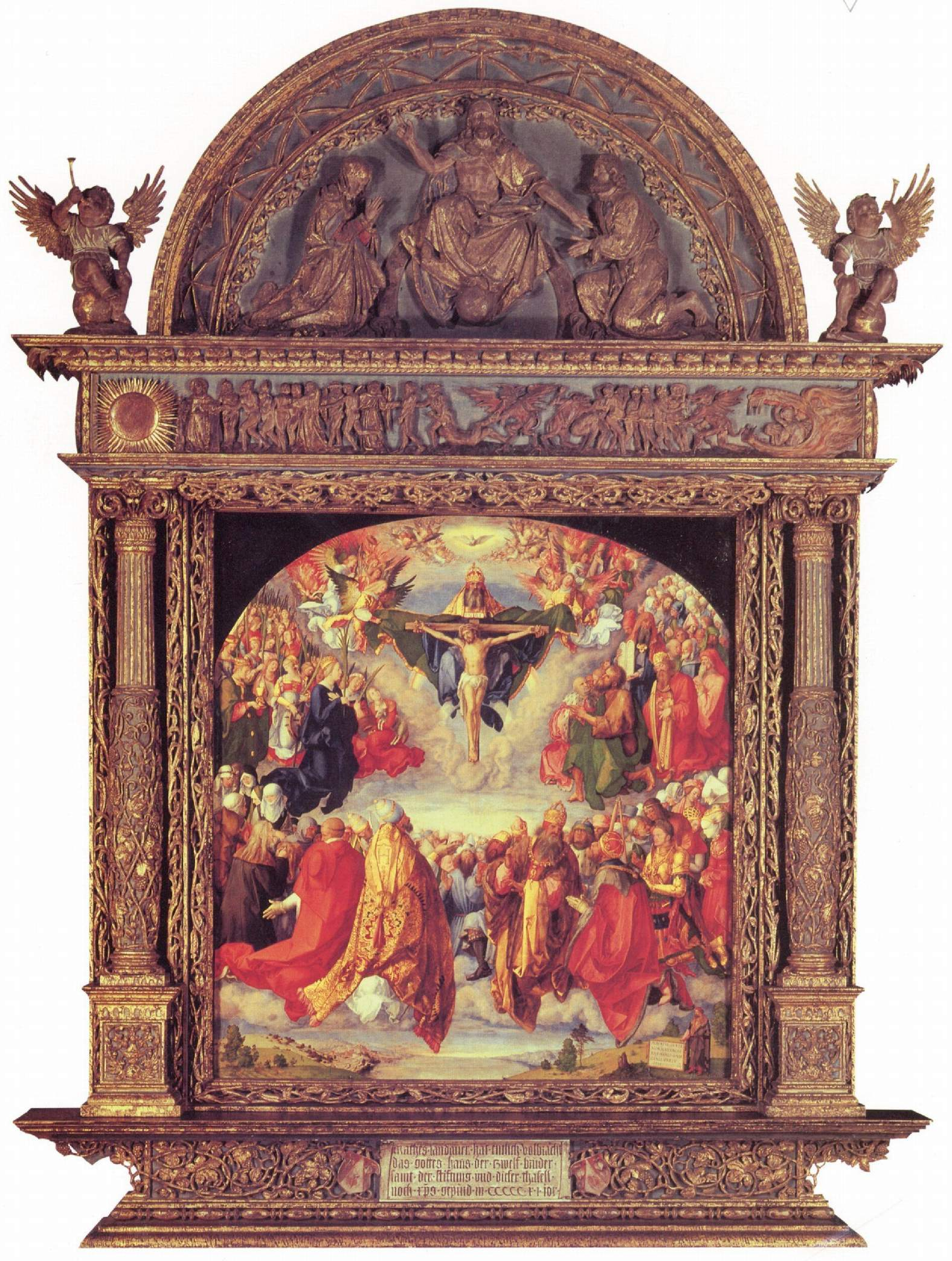
『聖三位一体の礼拝』額縁上部にある「最後の審判」の浮彫

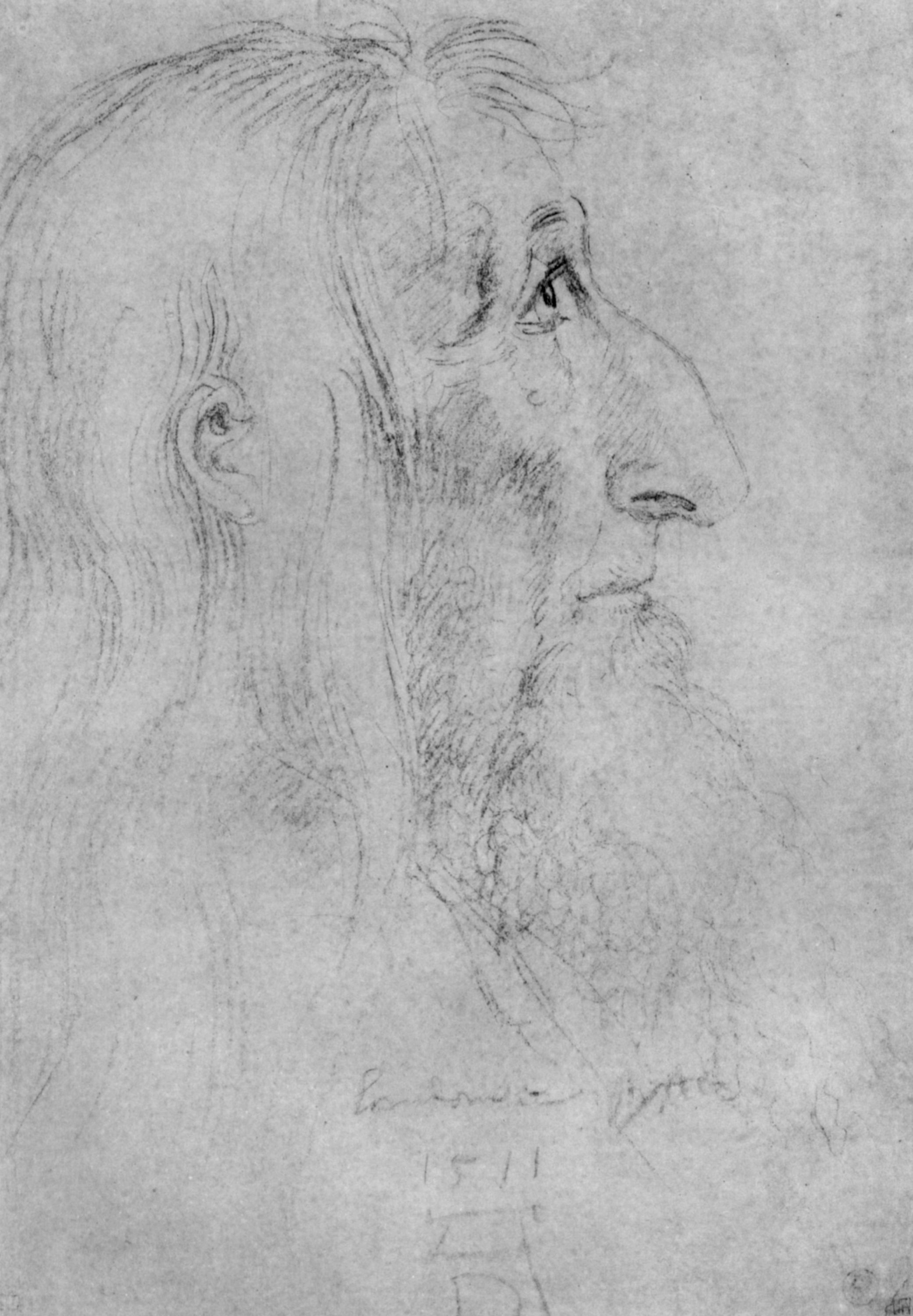
アルブレヒト・デューラーの素描『マットイス・ランダウアー』(1511年)

本作は、1508年にニュルンベルクの商人マットイス・ランダウアーから、彼が創設した「12人寮」 (年老いて困窮した職人を収容する慈善施設) に付属する礼拝堂の祭壇画として注文され、1511年に完成した。礼拝堂は聖「三位一体」と諸聖人に捧げられたものであったので、本作はその礼拝堂にふさわしいものであった。この祭壇画にはデューラーの意匠によって作られた立派な枠が付属しており、その上部には「最後の審判」が浮彫で表されている。
本作の主題は、聖アウグスティヌスの「神の国」の考えに基づいている。「最後の審判」の後に出現する「神の国」において、画面上部右側の福音史家ヨハネと『旧約聖書』の人物たち、上部左側の聖母マリアと諸聖人、画面下部のローマ教皇、神聖ローマ皇帝、本作の寄進者マットイス・ランダウアー (一番下の列の左側) 、彼の義理の息子ヴィルヘルム・ハラー (右側の鎧を着けている騎士) たちからなる神に選ばれた者たちが、画面中央上部に垂直に並んでいる聖霊 (鳩)、父なる神、神の子イエス・キリストからなる聖「三位一体」を礼拝している。なお、画面右下隅には、あたかもこの場の証人であるかのように銘板を示して、ただ1人地上に立つデューラー自身も描き込まれている。
本作はイタリアの壮麗な祭壇画の形式に範を求めたもので、人物の配置によって空間を作り出していく方法はルネサンス期の巨匠ラファエロの作例などを想起させる。一方、鮮やかな色面を全体に散りばめた画面構成は、デューラーの創作の根底にある北方的傾向をはっきりと示している。